# Kaarlo Ekholm
Kaarlo Ekholm (Vyborg, 7 de dezembro de 1884 — Helsinki, 13 de maio de 1946) foi um ginasta finlandês que competiu em provas de ginástica artística pela nação.
Ekholm é o detentor de uma medalha olímpica, conquistada na edição de 1912, nos Jogos de Estocolmo. Na ocasião, foi o medalhista de prata da prova coletiva de sistema livre ao lado de seus dezenove companheiros de equipe, quando superou a nação da Dinamarca, embora tenha sido derrotado pela seleção da Noruega.